# Vanellus indicus
La pavoncella indiana dalle caruncole rosse (Vanellus indicus, Boddaert, 1783), è un uccello della famiglia dei Charadriidae.

## Sistematica
Vanellus indicus ha quattro sottospecie:
- Vanellus indicus aigneri
- Vanellus indicus atronuchalis
- Vanellus indicus indicus
- Vanellus indicus lankae

## Distribuzione e habitat
La sottospecie V. i. aigneri vive in Turchia sudorientale, Iraq, Iran, Penisola Arabica, regioni caucasiche e Pakistan. V. i. atronuchalis vive nell'India nordorientale (Assam), in Myanmar, nella Cina meridionale, in Indocina e Indonesia. V. i. indicus vive in Pakistan orientale, India, Bangladesh e Nepal. Infine, V. i. lankae è endemico dello Sri Lanka.